# برنارد إل. شتاين
برنارد إل. شتاين (بالإنجليزية: Bernard L. Stein) هو صحفي أمريكي، ولد في 18 يوليو 1941 في كليفلاند في الولايات المتحدة.